# Isotopes de l'europium
L'europium (Eu, numéro atomique 63) possède 38 isotopes connus, de nombre de masse variant de 130 à 167 ainsi que 17 isomères nucléaires. Parmi ces isotopes, un seul est stable, 153Eu, faisant de l'europium un élément monoisotopique. Il est en revanche présent dans la nature avec un radionucléide primordial, 151Eu, dont on a seulement récemment découvert la radioactivité α (demi-vie de 4,62 × 1018 a), ce qui fait que l'europium n'est pas un élément mononucléidique. On soupçonne par ailleurs 153Eu de pouvoir se désintégrer par radiation α en 149Pm, mais cette désintégration n'a pour l'instant jamais été observée. 153Eu et 151Eu sont présents dans la nature dans un ratio 52,2/47,8. On attribue à l'europium une masse atomique standard de 151,964(1) u.
Mis à part 151Eu, les radioisotopes (artificiels) de l'europium avec les plus longues demi-vies sont 150Eu (demi-vie de 36,9 années), 152Eu (13,516 années), 154Eu (8,593 années) et 155Eu (4,76 années). Tous les autres isotopes ont des demi-vies inférieures à 94 jours, la majorité inférieure à 12,2 secondes.
Parmi les 17 isomères nucléaires, les plus stables sont 150mEu (t1/2 de 12,8 heures), 152m1Eu (t1/2 de 9,311 6 heures) et 152m2Eu (t1/2 de 96 minutes).
Les radioisotopes les plus légers (A < 151) se désintègrent principalement par émission de positron (β+) en isotopes du samarium. 149Eu et 152Eu se désintègrent eux principalement par capture électronique, respectivement en 149Sm  et 152Sm. Les radioisotopes plus lourds (A > 153) se désintègrent eux principalement par désintégration β− en isotopes du gadolinium.

## Isotopes notables

### Europium naturel
L'europium naturel est constitué de l'isotope stable 153Eu et du radioisotope quasi stable 151Eu (demi-vie de 4,62 × 1018 a), de radioactivité négligeable dans toutes ses applications.
| Isotope | Abondance (pourcentage molaire) |
| ------- | ------------------------------- |
| 151Eu   | 47,81 (6) %                     |
| 153Eu   | 52,19 (6) %                     |

### Europium 154
L'europium 154 (154Eu) est l'isotope de l'europium dont le noyau est constitué de 63 protons et de 91 neutrons. C'est un radioisotope se désintégrant principalement par radiation β− en gadolinium 154, et de façon marginale par capture électronique en samarium 154, avec une demi-vie de 8,593 années. C'est un important émetteur de rayon gamma.

### Europium 155
L'europium 155 (155Eu) est l'isotope de l'europium dont le noyau est constitué de 63 protons et de 92 neutrons. C'est un radioisotope se désintégrant par radiation β− avec une demi-vie de 4,761 1(13) années et une énergie de désintégration maximum de 252 keV. C'est un produit de fission avec un faible rendement dans les réacteurs thermiques, environ 80 fois moins que le césium 137 par exemple.
155Eu possède une importante section efficace de capture neutronique (en) (environ 3 900 barns pour les neutrons thermiques, 16 000 en résonance intégrale), c'est-à-dire que même de petites quantités produites sont majoritairement détruites durant la consommation du combustible nucléaire. Du fait que son rendement, son énergie de désintégration et sa demi-vie sont très inférieurs à ceux du césium 137 ou du strontium 90, il n'est pas considéré comme un déchet nucléaire important.
De plus, l'europium 155 peut être produit par enchaînement de captures neutroniques par 153Eu (non-radioactif, 350 barns pour les neutrons thermiques, 1 500 en résonance intégrale, rendement environ 5 fois supérieur à celui de 155Eu) ou par 154Eu (1 400 barns pour les neutrons thermiques, 1 600 en résonance intégrale, rendement extrêmement faible car la désintégration β s'arrête à 154Sm) ; cependant, du fait de leurs sections efficaces respectives, 155Eu et 154Eu sont détruits plus rapidement qu'ils ne sont produits.

## Table des isotopes
| Symbole de l'isotope | Z (p)                | N (n)                | Masse isotopique (u) | Demi-vie                 | Mode(s) de désintégration, | Isotope(s)-fils | Spin nucléaire |
| Symbole de l'isotope | Énergie d'excitation | Énergie d'excitation | Énergie d'excitation | Demi-vie                 | Mode(s) de désintégration, | Isotope(s)-fils | Spin nucléaire |
| -------------------- | -------------------- | -------------------- | -------------------- | ------------------------ | -------------------------- | --------------- | -------------- |
| 130Eu                | 63                   | 67                   | 129,96357(54)#       | 1,1(5) ms [0,9(+5-3) ms] |                            |                 | 2+#            |
| 131Eu                | 63                   | 68                   | 130,95775(43)#       | 17,8(19) ms              |                            |                 | 3/2+           |
| 132Eu                | 63                   | 69                   | 131,95437(43)#       | 100# ms                  | β+                         | 132Sm           |                |
| 132Eu                | 63                   | 69                   | 131,95437(43)#       | 100# ms                  | p                          | 131Sm           |                |
| 133Eu                | 63                   | 70                   | 132,94924(32)#       | 200# ms                  | β+                         | 133Sm           | 11/2-#         |
| 134Eu                | 63                   | 71                   | 133,94651(21)#       | 0,5(2) s                 | β+                         | 134Sm           |                |
| 134Eu                | 63                   | 71                   | 133,94651(21)#       | 0,5(2) s                 | β+, p (rare)               | 133Pm           |                |
| 135Eu                | 63                   | 72                   | 134,94182(32)#       | 1,5(2) s                 | β+                         | 135Sm           | 11/2-#         |
| 135Eu                | 63                   | 72                   | 134,94182(32)#       | 1,5(2) s                 | β+, p                      | 134Pm           | 11/2-#         |
| 136Eu                | 63                   | 73                   | 135,93960(21)#       | 3,3(3) s                 | β+ (99,91 %)               | 136Sm           | (7+)           |
| 136Eu                | 63                   | 73                   | 135,93960(21)#       | 3,3(3) s                 | β+, p (0,09 %)             | 135Pm           | (7+)           |
| 136mEu               | 0(500)# keV          | 0(500)# keV          | 0(500)# keV          | 3,8(3) s                 | β+ (99,91 %)               | 136Sm           | (3+)           |
| 136mEu               | 0(500)# keV          | 0(500)# keV          | 0(500)# keV          | 3,8(3) s                 | β+, p (0,09 %)             | 135Pm           | (3+)           |
| 137Eu                | 63                   | 74                   | 136,93557(21)#       | 8,4(5) s                 | β+                         | 137Sm           | 11/2-#         |
| 138Eu                | 63                   | 75                   | 137,93371(3)         | 12,1(6) s                | β+                         | 138Sm           | (6-)           |
| 139Eu                | 63                   | 76                   | 138,929792(14)       | 17,9(6) s                | β+                         | 139Sm           | (11/2)-        |
| 140Eu                | 63                   | 77                   | 139,92809(6)         | 1,51(2) s                | β+                         | 140Sm           | 1+             |
| 140mEu               | 210(15) keV          | 210(15) keV          | 210(15) keV          | 125(2) ms                | TI (99 %)                  | 140Eu           | 5-#            |
| 140mEu               | 210(15) keV          | 210(15) keV          | 210(15) keV          | 125(2) ms                | β+(1 %)                    | 140Sm           | 5-#            |
| 141Eu                | 63                   | 78                   | 140,924931(14)       | 40,7(7) s                | β+                         | 141Sm           | 5/2+           |
| 141mEu               | 96,45(7) keV         | 96,45(7) keV         | 96,45(7) keV         | 2,7(3) s                 | TI (86 %)                  | 141Eu           | 11/2-          |
| 141mEu               | 96,45(7) keV         | 96,45(7) keV         | 96,45(7) keV         | 2,7(3) s                 | β+ (14 %)                  | 141Sm           | 11/2-          |
| 142Eu                | 63                   | 79                   | 141,92343(3)         | 2,36(10) s               | β+                         | 142Sm           | 1+             |
| 142mEu               | 460(30) keV          | 460(30) keV          | 460(30) keV          | 1,223(8) min             | β+                         | 142Sm           | 8-             |
| 143Eu                | 63                   | 80                   | 142,920298(12)       | 2,59(2) min              | β+                         | 143Sm           | 5/2+           |
| 143mEu               | 389,51(4) keV        | 389,51(4) keV        | 389,51(4) keV        | 50,0(5) µs               |                            |                 | 11/2-          |
| 144Eu                | 63                   | 81                   | 143,918817(12)       | 10,2(1) s                | β+                         | 144Sm           | 1+             |
| 144mEu               | 1127,6(6) keV        | 1127,6(6) keV        | 1127,6(6) keV        | 1,0(1) µs                |                            |                 | (8-)           |
| 145Eu                | 63                   | 82                   | 144,916265(4)        | 5,93(4) j                | β+                         | 145Sm           | 5/2+           |
| 145mEu               | 716,0(3) keV         | 716,0(3) keV         | 716,0(3) keV         | 490 ns                   |                            |                 | 11/2-          |
| 146Eu                | 63                   | 83                   | 145,917206(7)        | 4,61(3) j                | β+                         | 146Sm           | 4-             |
| 146mEu               | 666,37(16) keV       | 666,37(16) keV       | 666,37(16) keV       | 235(3) µs                |                            |                 | 9+             |
| 147Eu                | 63                   | 84                   | 146,916746(3)        | 24,1(6) j                | β+ (99,99 %)               | 147Sm           | 5/2+           |
| 147Eu                | 63                   | 84                   | 146,916746(3)        | 24,1(6) j                | α (0,0022 %)               | 143Pm           | 5/2+           |
| 148Eu                | 63                   | 85                   | 147,918086(11)       | 54,5(5) j                | β+ (100 %)                 | 148Sm           | 5-             |
| 148Eu                | 63                   | 85                   | 147,918086(11)       | 54,5(5) j                | α (9,39×10−7 %)            | 144Pm           | 5-             |
| 149Eu                | 63                   | 86                   | 148,917931(5)        | 93,1(4) j                | CE                         | 149Sm           | 5/2+           |
| 150Eu                | 63                   | 87                   | 149,919702(7)        | 36,9(9) a                | β+                         | 150Sm           | 5(-)           |
| 150mEu               | 42,1(5) keV          | 42,1(5) keV          | 42,1(5) keV          | 12,8(1) h                | β− (89 %)                  | 150Gd           | 0-             |
| 150mEu               | 42,1(5) keV          | 42,1(5) keV          | 42,1(5) keV          | 12,8(1) h                | β+ (11 %)                  | 150Sm           | 0-             |
| 150mEu               | 42,1(5) keV          | 42,1(5) keV          | 42,1(5) keV          | 12,8(1) h                | TI (5×10−8 %)              | 150Eu           | 0-             |
| 151Eu                | 63                   | 88                   | 150,9198502(26)      | 4,62×1018 a              | α                          | 147Pm           | 5/2+           |
| 151mEu               | 196,245(10) keV      | 196,245(10) keV      | 196,245(10) keV      | 58,9(5) µs               |                            |                 | 11/2-          |
| 152Eu                | 63                   | 89                   | 151,9217445(26)      | 13,537(6) a              | CE (72,09 %), β+ (0,027 %) | 152Sm           | 3-             |
| 152Eu                | 63                   | 89                   | 151,9217445(26)      | 13,537(6) a              | β− (27,9 %)                | 152Gd           | 3-             |
| 152m1Eu              | 45,5998(4) keV       | 45,5998(4) keV       | 45,5998(4) keV       | 9,3116(13) h             | β− (72 %)                  | 152Gd           | 0-             |
| 152m1Eu              | 45,5998(4) keV       | 45,5998(4) keV       | 45,5998(4) keV       | 9,3116(13) h             | β+ (28 %)                  | 152Sm           | 0-             |
| 152m2Eu              | 65,2969(4) keV       | 65,2969(4) keV       | 65,2969(4) keV       | 0,94(8) µs               |                            |                 | 1-             |
| 152m3Eu              | 78,2331(4) keV       | 78,2331(4) keV       | 78,2331(4) keV       | 165(10) ns               |                            |                 | 1+             |
| 152m4Eu              | 89,8496(4) keV       | 89,8496(4) keV       | 89,8496(4) keV       | 384(10) ns               |                            |                 | 4+             |
| 152m5Eu              | 147,86(10) keV       | 147,86(10) keV       | 147,86(10) keV       | 96(1) min                |                            |                 | 8-             |
| 153Eu                | 63                   | 90                   | 152,9212303(26)      | Observé stable           | Observé stable             | Observé stable  | 5/2+           |
| 154Eu                | 63                   | 91                   | 153,9229792(26)      | 8,593(4) a               | β− (99,98 %)               | 154Gd           | 3-             |
| 154Eu                | 63                   | 91                   | 153,9229792(26)      | 8,593(4) a               | CE (0,02 %)                | 154Sm           | 3-             |
| 154m1Eu              | 145,3(3) keV         | 145,3(3) keV         | 145,3(3) keV         | 46,3(4) min              | TI                         | 154Eu           | (8-)           |
| 154m2Eu              | 68,1702(4) keV       | 68,1702(4) keV       | 68,1702(4) keV       | 2,2(1) µs                |                            |                 | 2+             |
| 155Eu                | 63                   | 92                   | 154,9228933(27)      | 4,7611(13) a             | β−                         | 155Gd           | 5/2+           |
| 156Eu                | 63                   | 93                   | 155,924752(6)        | 15,19(8) j               | β−                         | 156Gd           | 0+             |
| 157Eu                | 63                   | 94                   | 156,925424(6)        | 15,18(3) h               | β−                         | 157Gd           | 5/2+           |
| 158Eu                | 63                   | 95                   | 157,92785(8)         | 45,9(2) min              | β−                         | 158Gd           | (1-)           |
| 159Eu                | 63                   | 96                   | 158,929089(8)        | 18,1(1) min              | β−                         | 159Gd           | 5/2+           |
| 160Eu                | 63                   | 97                   | 159,93197(22)#       | 38(4) s                  | β−                         | 160Gd           | 1(-)           |
| 161Eu                | 63                   | 98                   | 160,93368(32)#       | 26(3) s                  | β−                         | 161Gd           | 5/2+#          |
| 162Eu                | 63                   | 99                   | 161,93704(32)#       | 10,6(10) s               | β−                         | 162Gd           |                |
| 163Eu                | 63                   | 100                  | 162,93921(54)#       | 6# s                     | β−                         | 163Gd           | 5/2+#          |
| 164Eu                | 63                   | 101                  | 163,94299(64)#       | 2# s                     | β−                         | 164Gd           |                |
| 165Eu                | 63                   | 102                  | 164,94572(75)#       | 1# s                     | β−                         | 165Gd           | 5/2+#          |
| 166Eu                | 63                   | 103                  | 165,94997(86)#       | 400# ms                  | β−                         | 166Gd           |                |
| 167Eu                | 63                   | 104                  | 166,95321(86)#       | 200# ms                  | β−                         | 167Gd           | 5/2+#          |

1. ↑  En gras pour les isotopes avec des demi-vies plus grandes que l'âge de l'univers (presque stables).
2. ↑  Abréviations :
CE : capture électronique ;
TI : transition isomérique.
3. ↑  Isotopes stables en gras.
4. ↑  Radionucléide primordial.
5. 1 2 3 4  Produit de fission.
6. ↑  Théoriquement capable de se désintégrer par désintégration alpha en 149Pm.

### Remarques
- Il existe des échantillons géologiques exceptionnels dont la composition isotopique est en dehors de l'échelle donnée. L'incertitude sur la masse atomique de tels échantillons peut excéder les valeurs données.
- Les valeurs marquées # ne sont pas purement dérivées des données expérimentales, mais aussi au moins en partie à partir des tendances systématiques. Les spins avec des arguments d'affectation faibles sont entre parenthèses.
- Les incertitudes sont données de façon concise entre parenthèses après la décimale correspondante. Les valeurs d'incertitude dénotent un écart-type, à l'exception de la composition isotopique et de la masse atomique standard de l'IUPAC qui utilisent des incertitudes élargies[3].